# Catalina Pérez (calciatrice 1994)
Catalina Pérez Jaramillo (Bogotà, 8 novembre 1994) è una calciatrice colombiana, portiere della nazionale colombiana.

## Carriera

### Club

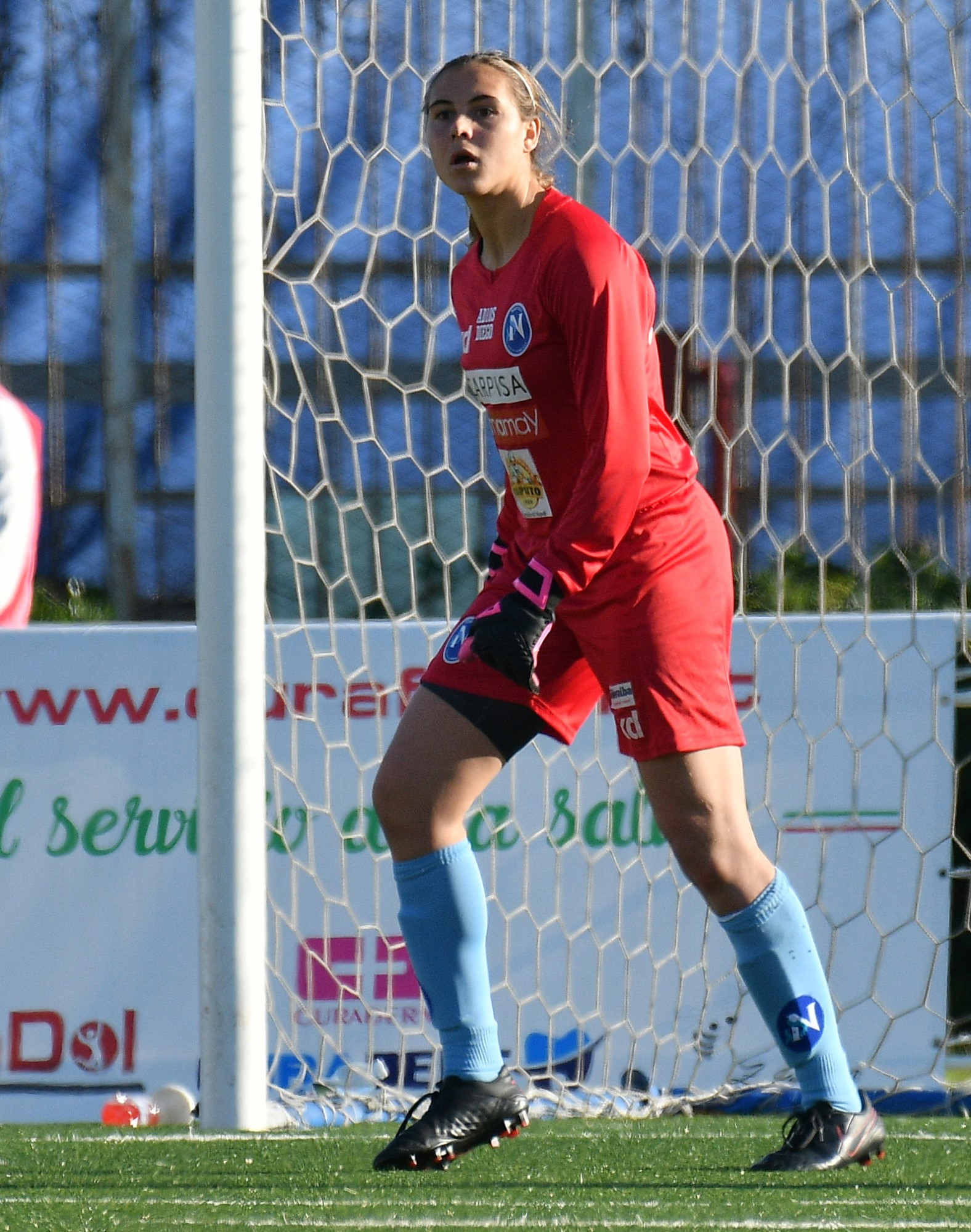
Catalina Pérez con la maglia del nel 2020.

Nata a Bogotà, capitale della Colombia, nel 1994, si è trasferita da piccola a Boca Raton, in Florida, negli USA, dove ha giocato dal 2004 al 2013 con il Team Boca.
Dal 2013 al 2016 ha frequentato l'Università di Miami, giocando con le Hurricanes, mentre nel 2017 è andata alla Mississippi State University di Starkville, militando nelle Bulldogs.
Nel 2019 ha giocato nel New England Mutiny, in United Women's Soccer, campionato inferiore statunitense, disputando 1 gara.
Ha lasciato il continente americano ad inizio 2020, per trasferirsi in Italia, alla Fiorentina, in Serie A. Dopo un semestre in maglia viola e nessuna presenza in campionato, anche per la sospensione della Serie A ai primi di marzo per l'emergenza legata alla pandemia di COVID-19, Pérez si è trasferita al Napoli, società neopromossa in Serie A.
Il 29 luglio 2021, Pérez si è trasferita al Betis, nella massima serie spagnola.
Il 22 marzo 2023, è stata ingaggiata a titolo definitivo dall'Avaí/Kindermann, nella massima serie brasiliana.
Il 31 luglio dello stesso anno, è passata a titolo definitivo al Werder Brema, nella Frauen-Bundesliga tedesca.

### Nazionale

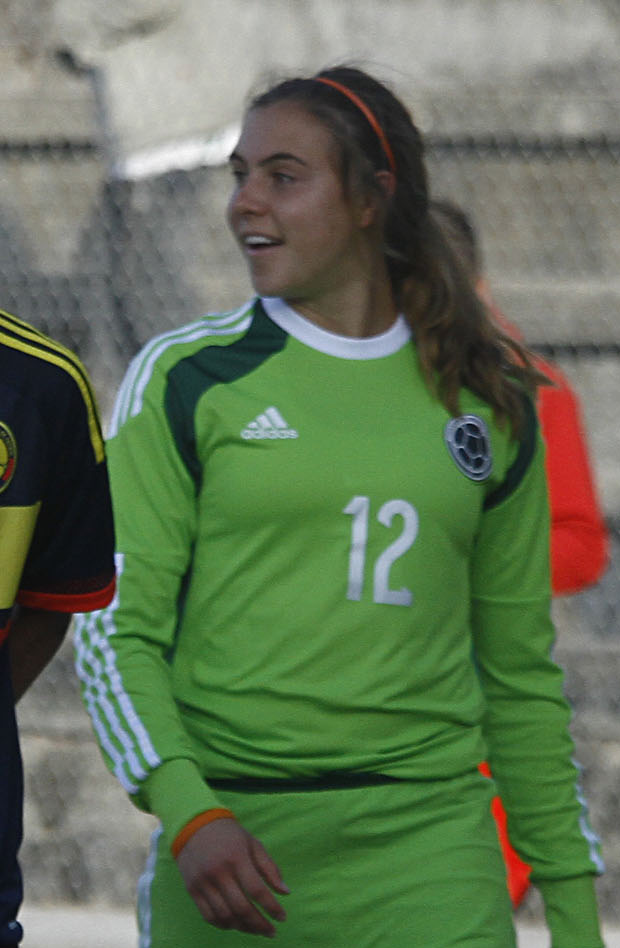
Pérez nel 2015 con la nazionale colombiana

Nel 2010, a 15 anni, ha preso parte al Mondiale Under-20 in Germania, seppur non scendendo mai in campo, ma rimanendo in panchina per tutte le 6 gare, con la sua Colombia che ha passato la fase a gironi con 4 punti, dietro alle padrone di casa della Germania, con 9, ma davanti alla Francia, anch'essa a 4 punti, per miglior differenza reti, e poi i quarti di finale, battendo 2-0 la Svezia, ma si è arresa in semifinale per 1-0 alla Nigeria e nella finale per il 3º posto, 1-0 alla Corea del Sud.
Nel 2015 il CT della nazionale maggiore Fabián Taborda l'ha inserita nella lista delle 23 convocate per il Mondiale in Canada. Le colombiane hanno passato il girone come migliore terza di tutti i gironi, con 4 punti, arrivando agli ottavi di finale contro gli Stati Uniti del 22 giugno, sfida nella quale Pérez, che non aveva giocato nelle 3 gare precedenti, è stata schierata titolare al posto della squalificata Sandra Sepúlveda, ma è stata espulsa al 47', sul risultato di 0-0, con la gara finita poi 2-0 per le statunitensi, poi campionesse.
L'anno successivo ha invece partecipato al torneo olimpico di Rio de Janeiro 2016, non scendendo mai in campo nell'eliminazione della Colombia nella fase a gironi, con 1 solo punto, ottenuto nell'ultima gara contro gli Stati Uniti.
Nel 2011 e 2019 ha partecipato ai Giochi panamericani, nel primo caso, Guadalajara 2011, non giocando nessuna delle 5 gare del torneo, concluso con la sconfitta nella finale per il bronzo contro le padrone di casa del Messico per 1-0 d.t.s., mentre nel secondo caso, Lima 2019, disputando tutti i minuti di tutte e 5 le gare, vincendo il torneo grazie al 7-6 d.c.r. contro l'Argentina in finale.
Nel luglio del 2023, è stata inclusa dal CT Nelson Abadía nella rosa colombiana partecipante ai Mondiali di calcio in Australia e Nuova Zelanda, in cui le Cafeteras sono arrivate fino ai quarti di finale, prima di essere eliminate dall'Inghilterra.

## Statistiche

### Presenze e reti nei club
Statistiche aggiornate al 23 maggio 2021.
| Stagione        | Squadra         | Campionato      | Campionato | Campionato | Coppe nazionali | Coppe nazionali | Coppe nazionali | Coppe continentali | Coppe continentali | Coppe continentali | Altre coppe | Altre coppe | Altre coppe | Totale | Totale |
| Stagione        | Squadra         | Comp            | Pres       | Reti       | Comp            | Pres            | Reti            | Comp               | Pres               | Reti               | Comp        | Pres        | Reti        | Pres   | Reti   |
| --------------- | --------------- | --------------- | ---------- | ---------- | --------------- | --------------- | --------------- | ------------------ | ------------------ | ------------------ | ----------- | ----------- | ----------- | ------ | ------ |
| 2019-2020       | Fiorentina      | A               | 0          | 0          | CI              | 0               | 0               | UWCL               | -                  | -                  | SI          | -           | -           | 0      | 0      |
| 2020-2021       | Napoli          | A               | 10         | -14        | CI              | 1               | 0               | -                  | -                  | -                  | -           | -           | -           | 11     | -14    |
| Totale carriera | Totale carriera | Totale carriera | 10         | -14        | -               | 1               | 0               | -                  | -                  | -                  | -           | -           | -           | 11     | -14    |

## Palmarès

### Nazionale
- Giochi panamericani: 1

Lima 2019